# Poison Ivy 4: The Secret Society
Poison Ivy 4: The Secret Society is een televisiefilm uit 2008 onder regie van Jason Hreno. De film is een opvolger van de filmreeks Poison Ivy (1990), Poison Ivy II: Lily (1996) en Poison Ivy: The New Seduction (1997).

## Verhaal
Danielle "Daisy" Brookes is een weesmeid die haar thuis en vriend achter zich laat om een educatie te volgen. Hier groeit ze uit tot een concurrente van de beruchte "Ivy-groep". Deze bestaat uit een groep fanatieke meiden die over lijken heen gaan om te krijgen wat ze willen. Daisy ontdekt dat ze weleens studenten hebben vermoord en dat bewijzen keer op keer werden verborgen door de decaan. De meiden willen Daisy een lidmaatschap aanbieden, maar zij wil de groep vernietigen.

## Rolbezetting
| Acteur          | Personage                |
| --------------- | ------------------------ |
| Miriam McDonald | Danielle "Daisy" Brookes |
| Agam Darshi     | Nadia                    |
| Ryan Kennedy    | Blake Graves             |
| Crystal Lowe    | Isabel                   |
| Lindsay Maxwell | Alexis                   |
| Shawna Waldron  | Azalea                   |
| Greg Evigan     | Professor Andrew Graves  |
| Catherine Hicks | Dean Graves              |